# Pelmeni

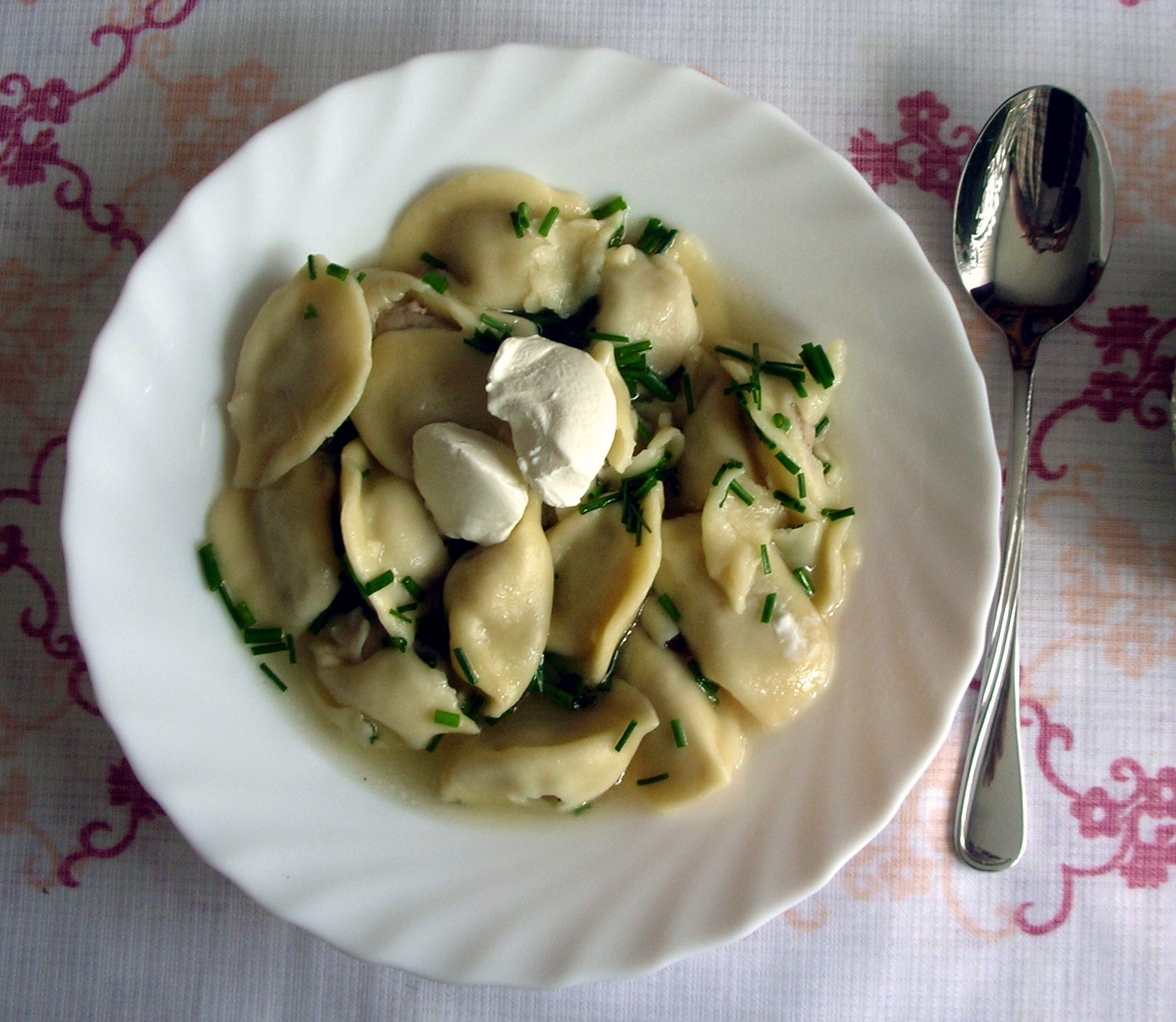
Een bord pelmeni met bieslook.

Pelmeni (Russisch: пельмени) is een Russisch gerecht bestaande uit met vlees gevulde deegbolletjes die in water of bouillon zijn gekookt. Het wordt voornamelijk als hoofdgerecht gegeten of in de soep.

## Bereiding
De deegbolletjes worden gemaakt met bloem en ei, waar soms melk of water aan wordt toegevoegd. De vulling bestaat uit fijngemalen vlees waar vaak kruiden en specerijen zoals peper en uien bij worden gedaan. Varkens-, lams- of rundvlees, maar ook andere vleessoorten, zalm en paddenstoelen kunnen worden gebruikt voor de vulling; een mix van verschillende soorten is populair. Het traditionele recept uit de Oeral spreekt van 55% varkensvlees voor de vulling.

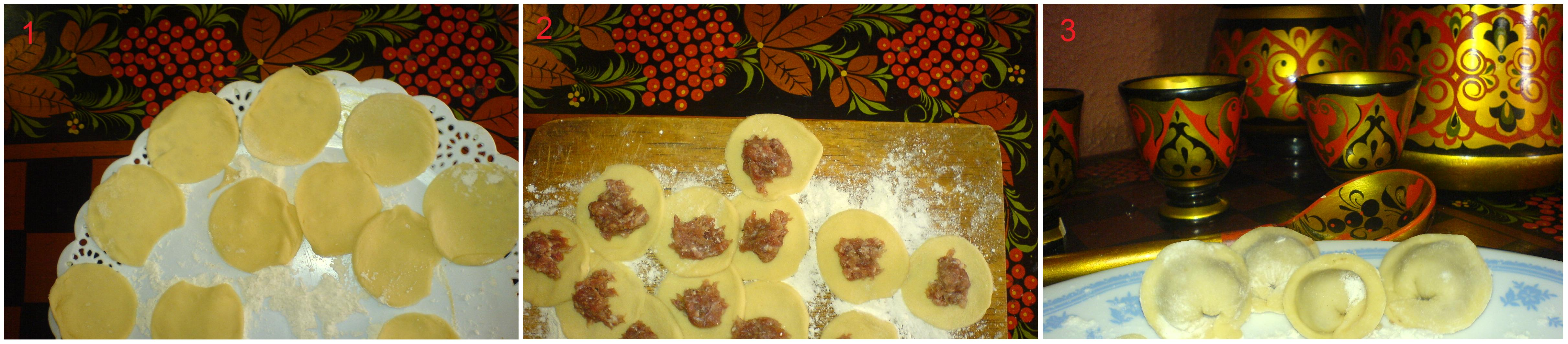
Bereiding van pelmeni: plakjes deeg worden gevuld met fijngemalen vlees en vervolgens dichtgemaakt. Daarna worden ze in bouillon gekookt.

Ingevroren kan pelmeni lang worden bewaard zonder zijn kwaliteit of smaak te verliezen. Ook wordt het vaak ingevroren zodat de pelmeni niet uit elkaar valt tijdens het koken. Pelmeni wordt dan ook meestal bevroren bewaard en direct voor het eten bereid, door het in water te laten koken totdat de bolletjes drijven, waarna het nog 2-5 minuten door moet koken. Het gerecht wordt geserveerd met boter en/of smetana, maar mosterd, mierikswortel en azijn zijn ook populair. In sommige recepten wordt voorgesteld om de pelmeni na het koken even te braden totdat de deegbolletjes goudbruin van kleur zijn. Het water waarin het is gekookt kan worden gebruikt voor een soep.
Er zijn regionale verschillen in de bereiding van pelmeni. In de Oeral wordt het altijd in water gekookt, terwijl men dit in Siberië in vleesbouillon doet.

### Productie
Verpakte, ingevroren pelmeni is overal in Rusland verkrijgbaar. Ieder deegbolletje weegt meestal 15 gram en ze lijken op een grotere tortelloni. Dit komt doordat voor het produceren van deze gevulde deegbolletjes meestal Italiaanse pastamachines worden gebruikt.

## Geschiedenis
Het ontstaan van pelmeni is niet duidelijk, maar er zijn verschillende theorieën. De meest waarschijnlijke theorie stelt dat het gerecht werd ontdekt in de Oeral door Russische ontdekkers en pioniers. Zij kwamen erachter dat het gerecht pelnjan (letterlijk "brood-oor" genoemd in die regio) werd gegeten door de lokale bevolking. Het bestond uit stukjes vlees die in heel dun brood opgerold waren. In het uiterste westen van Polen wordt pelmeni "uszka" genoemd, dat eveneens "oren" betekent.
Een andere theorie luidt dat het gerecht is uitgevonden door jagers die op zoek waren naar licht, voedzaam en gemakkelijk te bereiden eten om mee te kunnen nemen als ze op jacht gingen.
Volgens een derde theorie vindt pelmeni zijn oorsprong in China. Dit verklaart het gebruik van kruiden zoals peper, die niet in Rusland te krijgen waren en dus moesten worden geïmporteerd.